# مارتین برک
مارتین برک (انگلیسی: Martyn Burke؛ زادهٔ ۱۴ سپتامبر ۱۹۵۲) کارگردان فیلم، تهیه‌کننده فیلم، فیلم‌نامه‌نویس، روزنامه‌نگار، و نویسنده اهل کانادا است.
از فیلم‌ها یا مجموعه‌های تلویزیونی که وی در آن‌ها نقش داشته‌است می‌توان به انتقام آنجلو، غارتگران دره سیلیکون و مزرعه حیوانات اشاره نمود.